# Saint-André-de-Lancize
Saint-André-de-Lancize (okzitanisch Sent Andrieu) ist eine französische Gemeinde mit 163 Einwohnern (Stand: 1. Januar 2022) im Département Lozère in der Region Okzitanien (vor 2016 Languedoc-Roussillon). Sie gehört zum Kanton Le Collet-de-Dèze und zum Arrondissement Florac.

## Infrastruktur, Geografie
Saint-André-de-Lancize liegt im Bereich des Zentralmassivs. Durch die Gemeinde führt die ehemalige Route nationale 584. Nachbargemeinden sind Pont de Montvert - Sud Mont Lozère im Nordwesten, Saint-Maurice-de-Ventalon im Norden, Saint-Privat-de-Vallongue im Osten, Saint-Hilaire-de-Lavit im Südosten, Saint-Germain-de-Calberte im Süden sowie Cassagnas im Westen.

## Bevölkerungsentwicklung

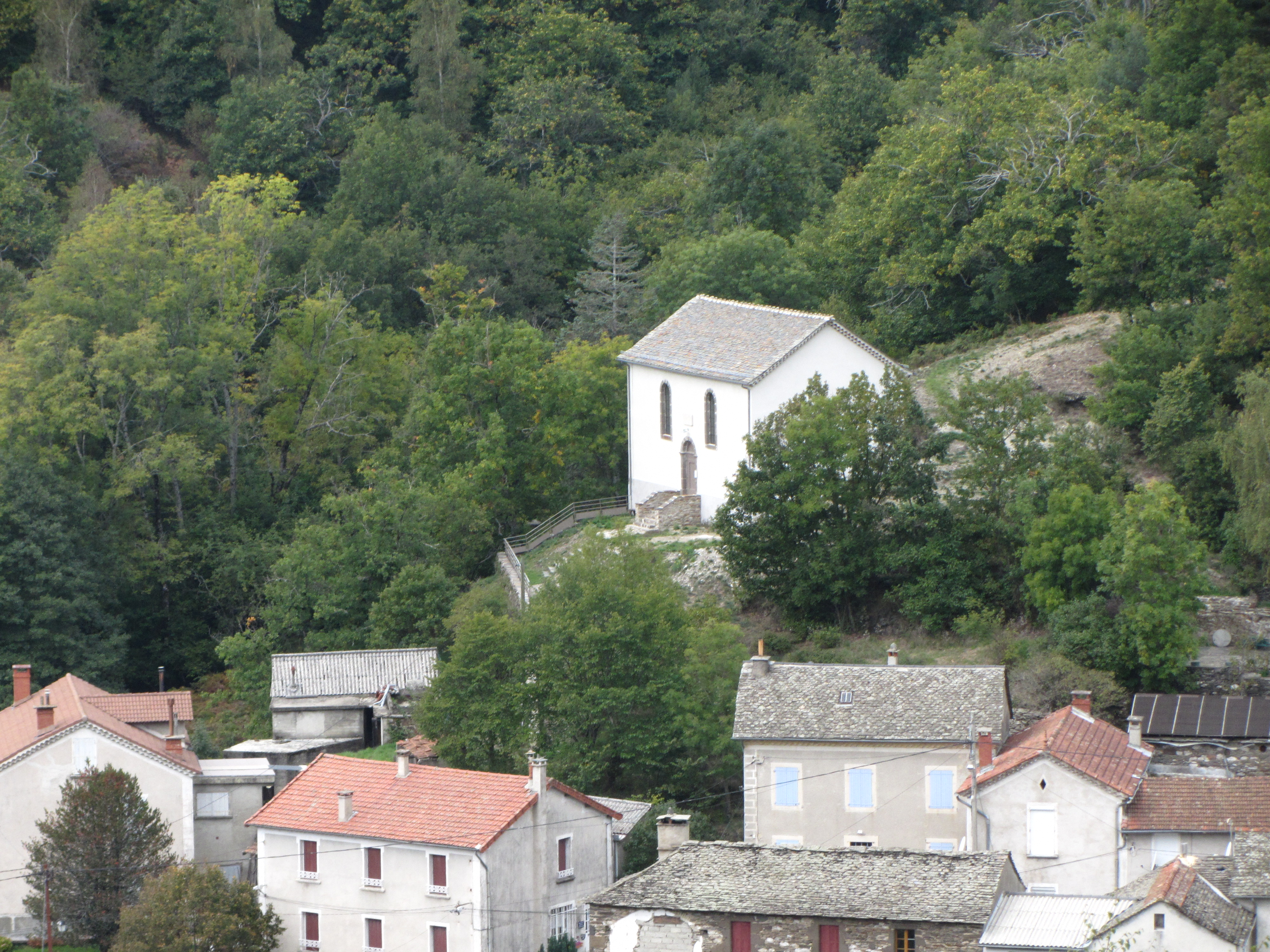
Ehemalige protestantische Kirche im Ortsteil Rouve Bas

| Jahr      | 1962 | 1968 | 1975 | 1982 | 1990 | 1999 | 2008 | 2018 |
| --------- | ---- | ---- | ---- | ---- | ---- | ---- | ---- | ---- |
| Einwohner | 183  | 142  | 116  | 122  | 106  | 112  | 121  | 142  |